# Dead Men Don't Smoke Marijuana
Dead Men Don't Smoke Marijuana es el último álbum del músico sierraleonés de música highlife y palm-wine S. E. Rogie, grabado en los Real World Studios, Wiltshire, Inglaterra, en 1993-94 y publicado en mayo de 1994 por Real World Records. La producción corrió a cargo del productor estadounidense Tchad Blake, que trabajó de forma íntima. Además de la banda de acompañamiento de Rogie, compuesta por tres miembros, el álbum cuenta con el contrabajista inglés Danny Thompson y el guitarrista Alfred Bannerman. El álbum es característico del material de palm-wine de Rogie, con sus canciones folclóricas sincopadas, su técnica fingerpicking de tocar la guitarra acústica, su voz de barítono enfurruñado, a menudo en lengua Krio y voces africanas de llamada y respuesta. Además del principal estilo musical de África occidental del álbum, se aprecian también influencias procedentes del contrabajo de Thompson, los licks de guitarra de blues y la inspiración con influencias africanas del primer referente de Rogie, el yodista estadounidense Jimmie Rodgers. Todas las canciones del álbum fueron escritas por Rogie, quien creía que las creaba inconscientemente a partir de expresiones pegadizas que se le ocurrían. El álbum salió a la venta un mes antes de la muerte de Rogie, en junio de 1994 y recibió críticas positivas de los críticos musicales, que elogiaron el sonido suave y relajante del álbum. Ha sido considerado por algunos escritores y autores como uno de los mejores ejemplos de la música palm-wine.

## Antecedentes y grabación
Sooliman Ernest Rogie nació en 1926 en la ciudad de Fonikoh, distrito de Pujehun en la provincia sur de Sierra Leona, y más tarde se convirtió en uno de los intérpretes más populares del país, logrando un éxito con el sencillo My Lovely Elizabeth. Su estilo musical estaba arraigado en la música highlife del país pero, habiendo recibido la influencia de la música country cuando era niño, combinó las influencias del folk y el pop occidentales con su suave voz de barítono y las sutiles melodías tocadas a guitarra con la técnica fingerpicking para crear su versión de la música palm-wine que denominó así en referencia a la bebida alcohólica elaborada con el fap naturalmente fermentado de las palmeras de Sierra Leona. A Rogie se le atribuye el mérito de haber llevado el género a un público internacional. Buscando escapar de su país políticamente conflictivo, emigró a Inglaterra en 1973, creando el sello discográfico Rogiephone, que publicó su primer álbum, African Lady, en 1975, aunque en 1988, regresó a su Sierra Leona natal. Dead Men Don't Smoke Marijuana fue el último álbum de Rogie y se grabó para el sello discográfico británico de músicas del mundo Real World Records. Dado que el sello está afiliado al festival de música del mundo WOMAD Dead Men Don't Smoke Marijuana y los demás álbumes del sello llevan el crédito "A WOMAD Production". Fue producido por Tchad Blake, cuyo estilo de producción en el álbum fue descrito por The Beat como íntimo y profundamente sentido, trascendiendo la mera producción discográfica y asemejándose en cambio a una forma más sensible de retrato. Contaba con nuevos colaboradores, Danny Thompson al contrabajo y Alfred Bannerman a la guitarra solista, además de la banda de Rogie que incluía al teclista Simon Clarke, al guitarrista y vocalista Emile Oogo y a Zozo Shuaibu, al bajo eléctrico, la percusión y los coros. La grabación comenzó en los Real World Studios, en Box, Wiltshire, Inglaterra, durante septiembre de 1993. A continuación, Rogie se tomó un descanso durante el resto del año y regresó a Sierra Leona para dar una serie de conciertos benéficos cuya recaudación se destinó a la compra de alimentos y medicinas para los sierraleoneses que habían quedado desestructurados por la guerra rebelde que imperaba en las provincias del este y del sur. Durante su estancia en Sierra Leona se le diagnosticó un grave problema cardíaco. A principios de enero de 1994, regresó a Londres y, tras un breve descanso, grabó el resto del álbum durante ese mes. El 16 de febrero de 1994, poco después de la grabación pero antes de su lanzamiento, Rogie se sometió a una exitosa cirugía de bypass coronario.

## Música y letras

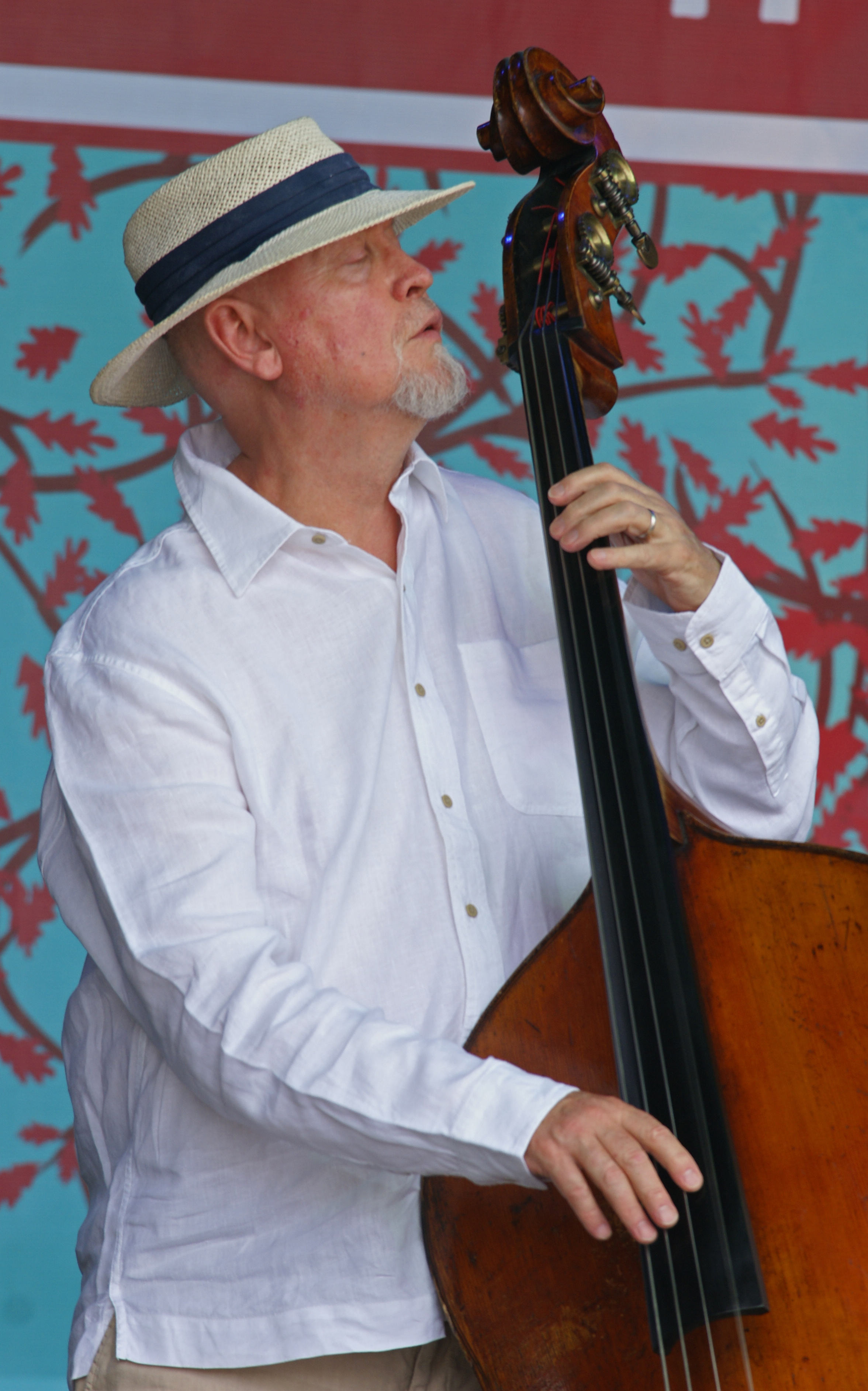
Danny Thompson toca el contrabajo en el álbum.

Dead Men Don't Smoke Marijuana contiene canciones folk "dulces" y sincopadas en el estilo musical distintivo de Rogie. El disco está dominado por su trabajo de guitarra acústica y su canto, pero también está respaldado por la sutil percusión, el contrabajo y el teclado. Bret Love de AllMusic destacó la atmósfera creada por la música y describió el estilo musical como una fusión entre la "vibra de la parte de atrás de un porche" del blues rústico, los ritmos relajados del reggae y el estilo devocional de Ladysmith Black Mambazo. Rogie toca suavemente la guitarra acústica con un estilo ondulante y de picoteo, y posee una sensación de country blues con música de raíz. Aunque el álbum tiene un estilo musical de África occidental, también cuenta con una gama más amplia de influencias debido al trabajo ondulante de guitarra, el "fondo arcilloso" del contrabajo folk de Thompson, así como a los licks de guitarra tomados de músicos de blues icónicos como John Lee Hooker. Rogie escribió todas las canciones de Dead Men Don't Smoke Marijuana. Según la revista West Africa, Rogie explicó que la composición se había hecho en su cabeza, que las canciones se habían formado allí en la oscuridad, como cristales. Explicó: "oigo una expresión pegadiza y la paso a mi subconsciente y digo: 'quiero una canción de esto'. Creo que todo lo útil viene de ahí, de la mente subconsciente. Es el poder creativo. Crea las canciones, me las devuelve y me dice: 'Oye tú, sácalo. Ve a usarlo'". Las canciones son sencillas desde el punto de vista melódico y Rogie las canta con un estilo vocal relajante de barítono a menudo en lengua Krio. Las canciones también se presentan como voces de llamada y respuesta, una característica tradicional de la música africana. Los temas revelan con frecuencia la influencia del yodista rítmico estadounidense Jimmie Rodgers, el primer héroe musical de Rogie, aunque la influencia se presenta en el álbum con un estilo de influencia africana. Se dice que las canciones del álbum son estilísticamente similares y se basan en el mismo tema musical. Los primeros tres minutos de la canción que da título al disco, Dieman Noba Smoke Tafee (Los hombres muertos no fuman marihuana), consisten en líneas de guitarras africanas que "se enroscan entre sí" antes de que Rogie comience a cantar.

## Publicación
Dead Men Don't Smoke Marijuana fue lanzado el 16 de mayo de 1994 por Real World Records en el Reino Unido. Tony Stiles diseñó el envase del álbum con la asesoría de Assorted Images y la dirección artística de Michael Coulson. El envase es coherente con otros álbumes de Real World en el sentido de que sigue el concepto de identidad de Garry Mouat para el sello. Tres días después del lanzamiento del álbum, Rogie comenzó una gira por Alemania. En contra del consejo médico de los cirujanos que le habían practicado el bypass cardíaco, viajó para actuar en Rusia, donde perdió el conocimiento mientras actuaba en el escenario. Murió a la edad de 68 años en junio de 1994 y le sobrevivieron su esposa, dos hijas y un hijo. Al escribir sobre el álbum, poco después de la muerte de Rogie, West Africa dijo que el intérprete se sitúa al lado de otros iconos sierraleoneses de la música y la cultura, como Ebezener Calender, Ali Ganda, Dele Charlie, Salami Coker y el Dr. Oloh.

## Recepción de la crítica
Dead Men Don't Smoke Marijuana recibió elogios de la crítica. Ty Burr de Entertainment Weekly, que escribió poco después de la muerte de Rogie, calificó el álbum como "un monumento tan suave como el propio hombre" y que el estilo de la guitarra de Rogie "tiene el pulso arrullador que uno asocia con un buen zumbido vespertino". Jazz Times escribió que el álbum posee "[un] sonido suavemente jubiloso [que] se eleva", y señaló que Rogie "envuelve con su voz de barítono canciones folclóricas dulces y sincopadas en un estilo descrito con el término 'vino de palma". Bret Love de AllMusic calificó el álbum como "un dulce y conmovedor testamento de un talento inmerecidamente poco conocido" que esperaba que inmortalizara a Rogie tras su muerte. Elogió los "encantos engañosamente sencillos" del álbum y alabó el "ambiente despreocupado de las melodías" que, en su opinión, evocaban "imágenes de momentos de relax en playas con brisa viendo exuberantes puestas de sol tropicales". World Music: The Rough Guide califica a Dead Men Don't Smoke Marijuana como "una deliciosa pieza de pastel musical, siempre que te guste su única melodía, base de casi todos los temas". En The Rough Guide to World Music: Africa & Middle East, Simon Broughton y Mark Ellingham escriben que el álbum captura la "belleza de la música palm-wine" a través de su simplicidad, y sienten que el álbum desprende "la misma reflexión tranquila que sus predecesores". Concluyen que el álbum es "muy agradable, siempre y cuando no te importen las variaciones sobre lo que es básicamente el mismo tema". Los autores del libro Sierra Leone de Bradt Travel Guides opinan que la suave forma de tocar la guitarra y las melodías del álbum contribuyen a una "escucha alegre y sensual". En su libro Afropop!: An Illustrated Guide to Contemporary African Music, el escritor Jack Vartoogian incluyó el álbum entre las "buenas grabaciones de Rogie con sus fáciles y deliciosas canciones". En el libro de 2003 The Cambridge Companion to the Guitar, el álbum figura entre los ejemplos de "reinvención africana de la guitarra" y se describe como un "buen ejemplo" de música palm-wine y highlife. En el libro de Banning Eyre Africa: Your Passport to a New World of Music, el álbum aparece como el único disco de palm-wine que ayuda a los lectores a "ampliar [su] comprensión de los estilos de guitarra africanos". Panda Bear de Animal Collective es un fan del álbum y lo califica de "desgarrador". Eric Copeland de Black Dice le regaló el álbum y, a también, se lo enseñó a Ariel Pink. "Recuerdo que lo toqué para Ariel Pink cuando estaba de gira con él, y él dijo: 'Así es como son ustedes'. Yo le dije: ¡Gracias!. En 2011, Rolling Stone  situó el tema que da título al álbum en el número 13 de su lista de "Las 15 mejores canciones Stoner". Adrian Sherwood sampleó el tema principal en su canción Dead Men Smoking del álbum Never Trust a Hippy (2003).

## Listado de pistas
1. "Kpindigbee (Morning, Noon, and Night)" – 4:11
2. "A Time In My Life" – 3:27
3. "Nor Weigh Me Lek Dat (Woman To Woman)" – 4:04
4. "Jaimgba Tutu (The Joy of Success)" – 2:38
5. "Koneh Pelawoe (Please Open Your Heart)" – 5:04
6. "Jojo Yalahjo (I Lost My Wife)" – 4:43
7. "Nyalomei Luange (Love Me My Love)" – 2:54
8. "African Gospel" – 4:20
9. "Nyalimagotee (The Cornerstone Of My Heart)" – 4:49
10. "Dieman Noba Smoke Tafee (Dead Men Don't Smoke Marijuana)" – 6:38

## Personal
- Alfred Bannerman - Guitarra.
- Tchad Blake - Productor, ingeniero, mezclas.
- James Cadsky - Asistente de ingeniería, Asistente de mezcla, Asistente de producción.
- Simon Clark - Teclados.
- Mike Coulson - Dirección de arte.
- Meabh Flynn - Asistente de ingeniería, Asistente de mezcla, Asistente de producción.
- Stephen Lovell-Davis - Fotografía.
- Emile Ogoo - Guitarra, coros.
- Sooliman E. Rogie - Guitarra, Voz, Coros.
- Zozo Shuaibu - Percusión, bajo, coros.
- Tony Stiles - Diseño.
- Danny Thompson - Contrabajo.